# Salvazaon curticornis
Salvazaon curticornis là một loài bọ cánh cứng trong họ Cerambycidae.